# 全国ハイヤー・タクシー連合会
一般社団法人全国ハイヤー・タクシー連合会（ぜんこくハイヤー・タクシーれんごうかい、英文名称：Japan Federation of Hire-Taxi Associations）は、日本の法人タクシー・ハイヤー事業者の業界団体。本部を東京都千代田区九段南4丁目8-13の自動車会館3階に置く。略称「全タク連」。
なお個人タクシーには別に、独自の業界団体として「一般社団法人全国個人タクシー協会」が存在する。
1962年（昭和37年）11月10日、社団法人全国乗用自動車連合会（ぜんこくじょうようじどうしゃれんごうかい）として設立。設立当初は運輸省（のち国土交通省）所管の社団法人であったが、公益法人制度改革により、2012年（平成24年）4月1日付で一般社団法人へ移行するとともに現名称へ改称した。

## 概要

### 会員の種類
会員の種類は以下のとおり分類されている。
- 第一種会員 - 各都道府県のタクシー事業者団体（47団体）
- 第二種会員 - 第一種会員が推挙するタクシー事業者
- 第三種会員 - タクシー事業者が組織する全国団体（1団体）
- 賛助会員 - 本会の事業を理解し賛助する者

### 主な業務
会員がすべて事業者であるため、業務内容はほぼ事業者向けのものとなっている。
主な業務は以下のとおり。
- 一般乗用旅客自動車運送事業の適正な運営及び健全な発達に資するための調査、研究及び対策
- 資料の収集及び統計の作成、配布
- 一般乗用旅客自動車運送事業に関する啓発、広報活動
- 会員の福祉親睦のための施設の運営管理
- 関係諸官庁との連絡
- 一般乗用旅客自動車運送事業に関する事項について、政府ほか関係各方面への要望・提言並びにその実行の推進
- 会報の発刊
- その他本会の目的を達成するために必要な事業

## 都道府県協会一覧
全タク連の傘下に、都道府県協会が所属しており、地方ごとのブロックに分けられている。
都道府県協会の一覧は以下のとおり（2022年7月25日現在）。

### 北海道ブロック
- 一般社団法人 北海道ハイヤー協会 - 北海道札幌市中央区南8条西15丁目4-1

### 東北ブロック
- 一般社団法人 青森県タクシー協会 - 青森県青森市大字浜田字豊田139-21 青森県交通会館
- 一般社団法人 岩手県タクシー協会 - 岩手県紫波郡矢巾町流通ｾﾝﾀｰ南2-8-3 岩手県自動車会館
- 一般社団法人 宮城県タクシー協会 - 宮城県仙台市若林区卸町東3-2-38
- 一般社団法人 秋田県ハイヤー協会 - 秋田県秋田市八橋大畑2-12-53 秋田県自動車会館
- 一般社団法人 山形県ハイヤー協会 - 山形県山形市大字漆山字行段1422 山形県自動車会館
- 一般社団法人 福島県タクシー協会 - 福島県福島市吉倉字吉田40 福島県自動車会館

### 関東ブロック
- 一般社団法人 茨城県ハイヤー・タクシー協会 - 茨城県水戸市見川町2440-1 茨城県トラック総合会館内
- 一般社団法人 栃木県タクシー協会 - 栃木県宇都宮市八千代1-4-12 栃木県交通会館
- 一般社団法人 群馬県タクシー協会 - 群馬県前橋市野中町588
- 一般社団法人 埼玉県乗用自動車協会 - 埼玉県さいたま市浦和区高砂3-10-4 八千代ビル
- 一般社団法人 千葉県タクシー協会 - 千葉県千葉市中央区市場町7-9 千葉県土地開発公社内
- 一般社団法人 東京ハイヤー・タクシー協会 - 東京都千代田区九段南4-8-13 自動車会館（本部に併設）
- 一般社団法人 神奈川県タクシー協会 - 神奈川県横浜市中区日ノ出町2-130 神奈川県ハイヤー・タクシー会館[5]
- 一般社団法人 山梨県タクシー協会 - 山梨県笛吹市石和町唐柏1000-7 山梨県自動車総合会館

### 北陸信越ブロック
- 一般社団法人 新潟県ハイヤー・タクシー協会 - 新潟県新潟市中央区弁天3-3-15 新潟県ハイタク会館
- 富山県タクシー協会 - 富山県富山市新庄町馬場24-2 富山県自動車会館
- 一般社団法人 石川県タクシー協会 - 石川県金沢市鞍月2-1 石川県IT総合人材育成センター内
- 一般社団法人 長野県タクシー協会 - 長野県長野市大字高田字高田沖359-3 長野県タクシー会館

### 中部ブロック
- 一般社団法人 福井県タクシー協会 - 福井県福井市西谷1-1401 福井県自動車会館
- 岐阜県タクシー協会 - 岐阜県岐阜市日置江2648-2 岐阜県自動車会館
- 商業組合 静岡県タクシー協会 - 静岡県静岡市駿河区国吉田2-4-26 静岡県自動車会館
- 愛知県タクシー協議会
  - 愛知県タクシー協会 - 愛知県名古屋市昭和区滝子町30-16 愛知県自動車会館
  - 名古屋タクシー協会 - 愛知県名古屋市昭和区滝子町30-16 愛知県自動車会館
- 一般社団法人 三重県タクシー協会 - 三重県津市雲出長常町字六ﾉ割1190-1 三重県自動車会議所会館

### 近畿ブロック
- 一般社団法人 滋賀県タクシー協会 - 滋賀県守山市木浜町2298-4 滋賀県トラック総合会館内
- 一般社団法人 京都府タクシー協会 - 京都府京都市伏見区竹田向代町51-5 京都自動車会館
- 一般社団法人 大阪タクシー協会 - 大阪府大阪市中央区博労町2-2-13 大阪堺筋ビル
- 一般社団法人 兵庫県タクシー協会 - 兵庫県神戸市中央区磯部通2-2-10　ワンノットトレーズ神戸ビル
- 一般社団法人 奈良県タクシー協会 - 奈良県大和郡山市額田部北町981-8 奈良県自動車会館
- 一般社団法人 和歌山県タクシー協会 - 和歌山県和歌山市友田町3-64 和歌山県タクシー協会会館

### 中国ブロック
- 一般社団法人 鳥取県ハイヤータクシー協会 - 鳥取県鳥取市丸山町246-10 一般社団法人鳥取県バス協会内
- 一般社団法人 島根県旅客自動車協会 - 島根県松江市上東川津町1238
- 一般社団法人 岡山県タクシー協会 - 岡山県岡山市旭東町2-10-8 岡山県タクシー会館
- 一般社団法人 広島県タクシー協会 - 広島県広島市西区観音新町1-7-71 広島県タクシー協会会館
- 一般社団法人 山口県タクシー協会 - 山口県山口市葵1-5-58 山口県自動車会館

### 四国ブロック
- 徳島県タクシー協会 - 徳島県徳島市応神町応神産業団地1-6 徳島県自動車会館
- 香川県タクシー協同組合 - 香川県高松市朝日町5-4-27 香川ハイタク会館
- 一般社団法人 愛媛県ハイヤー・タクシー協会 - 愛媛県松山市大手町1-7-4 伊予鉄大手町ビル
- 高知県ハイヤｰ・タクシｰ協議会
  - 一般社団法人 高知県ハイヤー協会 - 高知県高知市大津乙1879-9 高知交通会館
  - 高知市ハイヤー協同組合 - 高知県高知市大津乙1879-9 高知交通会館

### 九州ブロック
- 一般社団法人 福岡県タクシー協会 - 福岡県福岡市博多区比恵町11-1福岡タクシー会館ビル
- 一般社団法人 佐賀県バス・タクシー協会 - 佐賀県佐賀市若楠2-7-2 佐賀県交通会館
- 一般社団法人 長崎県タクシー協会 - 長崎県長崎市中里町1576-6 長崎県自動車協会会館
- 一般社団法人 熊本県タクシー協会 - 熊本県熊本市東区東町4-14-31 熊本県タクシー会館
- 一般社団法人 大分県タクシー協会 - 大分県大分市大津町3-4-13 大分県交通会館
- 一般社団法人 宮崎県タクシー協会 - 宮崎県宮崎市大字本郷北方字鵜戸尾2735-24
- 一般社団法人 鹿児島県タクシー協会 - 鹿児島県鹿児島市錦江町11-49 鹿児島県タクシー会館

### 沖縄ブロック
- 一般社団法人 沖縄県ハイヤー・タクシー協会 - 沖縄県那覇市泉崎2-103-4